# Liste des matchs de l'équipe de Hong Kong de football par adversaire
Cette liste présente les matchs de l'équipe de Hong Kong de football par adversaire rencontré.
- Haut – A
- B
- C
- D
- E
- F
- G
- H
- I
- J
- K
- L
- M
- N
- O
- P
- Q
- R
- S
- T
- U
- V
- W
- X
- Y
- Z

## A

### Australie
| Date             | Lieu      | Match                 | Score | Compétition                                |
| 29 novembre 1965 | Hong Kong | Hong Kong - Australie | 1-0   | Match amical                               |
| 11 août 1976     | Canberra  | Australie - Hong Kong | 0-1   | Match amical                               |
| 18 août 1976     | Gosford   | Australie - Hong Kong | 2-0   | Match amical                               |
| 24 octobre 1976  | Hong Kong | Hong Kong - Australie | 0-2   | Match amical                               |
| 10 juillet 1977  | Adelaide  | Australie - Hong Kong | 3-0   | Qualifications pour la Coupe du monde 1978 |
| 30 octobre 1977  | Hong Kong | Hong Kong - Australie | 2-5   | Qualifications pour la Coupe du monde 1978 |
| 5 décembre 1980  | Hong Kong | Hong Kong - Australie | 1-0   | Match amical                               |
| 3 décembre 2012  | Hong Kong | Hong Kong - Australie | 0-1   | Coupe d'Asie de l'Est de football 2013     |

#### Bilan
- Total de matchs disputés : 8
- Victoires de l'équipe d'Australie : 5
- Victoires de l'équipe de Hong Kong : 3
- Match nul : 0

## B

### Bhoutan

#### Confrontations
Confrontations entre Hong Kong et le Bhoutan :
|   | Date            | Lieu     | Match               | Score | Compétition                                                   |
| - | --------------- | -------- | ------------------- | ----- | ------------------------------------------------------------- |
| 1 | 11 juin 2015    | Kowloon  | Hong Kong - Bhoutan | 7-0   | Éliminatoires de la Coupe d'Asie des nations de football 2019 |
| 2 | 13 octobre 2015 | Thimphou | Bhoutan - Hong Kong | 0-1   | Éliminatoires de la Coupe d'Asie des nations de football 2019 |

#### Bilan
Au 30 mars 2019 :
- Total de matchs disputés : 2
- Victoires de Hong Kong : 2
- Match nul : 0
- Victoires du Bhoutan : 0
- Total de buts marqués par Hong Kong : 8
- Total de buts marqués par le Bhoutan : 0

### Brésil
| Date           | Lieu      | Match              | Score | Compétition  |
| 9 février 2005 | Hong Kong | Hong Kong - Brésil | 1-7   | Match amical |

#### Bilan
- Total de matchs disputés : 1
- Victoires de l'équipe du Brésil : 1
- Victoires de l'équipe de Hong Kong : 0
- Match nul : 0

### Brunei

#### Confrontations
Confrontations entre Brunei et Hong Kong :
|   | Date            | Lieu                | Match              | Score | Compétition                                                      |
| - | --------------- | ------------------- | ------------------ | ----- | ---------------------------------------------------------------- |
| 1 | 1er mai 1975    | Hong Kong           | Hong Kong - Brunei | 3-0   | Tour préliminaire à la Coupe d'Asie des nations 1976 (gr. 4-A)   |
| 2 | 23 février 1985 | Hong Kong           | Hong Kong - Brunei | 8-0   | Tour préliminaire à la Coupe du monde 1986 (zone Asie, 1er tour) |
| 3 | 6 avril 1985    | Bandar Seri Begawan | Brunei - Hong Kong | 1-5   | Tour préliminaire à la Coupe du monde 1986 (zone Asie, 1er tour) |

#### Bilan
Au 31 mars 2019 :
- Total de matchs disputés : 3
- Victoires de Brunei : 0
- Match nul : 0
- Victoires de Hong Kong : 3
- Total de buts marqués par Brunei : 1
- Total de buts marqués par Hong Kong : 16

## C

### Cambodge
| Date               | Lieu         | Match                | Score | Compétition  |
| 31 août 1957       | Kuala Lumpur | Hong Kong - Cambodge | 6-2   |              |
| 24 mai 1971        | Bangkok      | Hong Kong - Cambodge | 1-2   |              |
| 10 août 1972       | Kuala Lumpur | Hong Kong - Cambodge | 0-1   |              |
| 18 octobre 1999    | Hong Kong    | Hong Kong - Cambodge | 4-1   |              |
| 7 novembre 1999    | Phnom Penh   | Cambodge - Hong Kong | 0-1   |              |
| 1er septembre 2016 | Hong Kong    | Hong Kong - Cambodge | 4-2   | Match amical |
| 6 octobre 2016     | Phnom Penh   | Cambodge - Hong Kong | 0-2   | Match amical |

#### Bilan
- Total de matchs disputés : 7
- Victoires de l'équipe de Hong Kong : 5
- Match nul : 0
- Victoire de l'équipe du Cambodge : 2

## E

### Émirats arabes unis

#### Confrontations
Confrontations entre Hong Kong et les Émirats arabes unis :
|   | Date             | Lieu      | Match                           | Score | Compétition                                               |
| - | ---------------- | --------- | ------------------------------- | ----- | --------------------------------------------------------- |
| 1 | 12 novembre 2000 | Abou Dabi | Émirats arabes unis - Hong Kong | 1-1   | Match amical                                              |
| 2 | 15 octobre 2013  | Hong Kong | Hong Kong - Émirats arabes unis | 0-4   | Éliminatoires de la Coupe d'Asie des nations 2015 (gr. E) |
| 3 | 15 novembre 2013 | Abou Dabi | Émirats arabes unis - Hong Kong | 4-0   | Éliminatoires de la Coupe d'Asie des nations 2015 (gr. E) |

#### Bilan
Au 12 avril 2019 :
- Total de matchs disputés : 3
- Victoires de Hong Kong : 0
- Matchs nuls  : 1
- Victoires des Émirats arabes unis : 2
- Total de buts marqués par Hong Kong : 1
- Total de buts marqués par les Émirats arabes unis : 9

## J

### Japon
Confrontations entre Hong Kong et le Japon :
| Date              | Lieu         | Match             | Score              | Compétition                                                                                      |
| 28 mai 1958       | Tokyo        | Japon - Hong Kong | 0-2                | Match amical                                                                                     |
| 31 août 1959      | Kuala Lumpur | Japon - Hong Kong | 1-1                | Match amical                                                                                     |
| 2 septembre 1959  | Kuala Lumpur | Japon - Hong Kong | 2-4                | Match amical                                                                                     |
| 11 mars 1965      | Hong Kong    | Hong Kong - Japon | 1-4                | Match amical                                                                                     |
| 15 mars 1965      | Hong Kong    | Hong Kong - Japon | 1-2                | Match amical                                                                                     |
| 31 juillet 1970   | Kuala Lumpur | Japon - Hong Kong | 1-2                | Match amical                                                                                     |
| 22 mai 1973       | Séoul        | Japon - Hong Kong | 0-1                | Qualifications pour la Coupe du monde 1974 - 1er tour (Groupe A1)                                |
| 22 février 1974   | Hong Kong    | Hong Kong - Japon | 0-0                | Match amical                                                                                     |
| 14 juin 1975      | Hong Kong    | Hong Kong - Japon | 0-0 (t.a.b. : 4-3) | Qualifications pour la Coupe d'Asie des nations 1976 - Match d'allocation des groupes (Groupe 4) |
| 26 juin 1975      | Hong Kong    | Hong Kong - Japon | 0-1                | Qualifications pour la Coupe d'Asie des nations 1976 - Match de classement (Groupe 4)            |
| 30 juillet 1975   | Kuala Lumpur | Japon - Hong Kong | 0-2                | Match amical                                                                                     |
| 9 juin 1980       | Canton       | Hong Kong - Japon | 1-3                | Match amical                                                                                     |
| 18 juin 1980      | Canton       | Hong Kong - Japon | 0-2                | Match amical                                                                                     |
| 11 août 1985      | Kobe         | Japon - Hong Kong | 3-0                | Qualifications pour la Coupe du monde 1986 - 2e tour                                             |
| 22 septembre 1985 | Hong Kong    | Hong Kong - Japon | 1-2                | Qualifications pour la Coupe du monde 1986 - 2e tour                                             |
| 22 mai 1989       | Hong Kong    | Hong Kong - Japon | 0-0                | Qualifications pour la Coupe du monde 1990 - 1er tour (Groupe 6)                                 |
| 18 juin 1989      | Kobe         | Japon - Hong Kong | 0-0                | Qualifications pour la Coupe du monde 1990 - 1er tour (Groupe 6)                                 |
| 19 février 1995   | Hong Kong    | Hong Kong - Japon | 0-3                | Match amical                                                                                     |
| 7 décembre 2003   | Saitama      | Japon - Hong Kong | 1-0                | Match amical                                                                                     |
| 8 octobre 2009    | Shizuoka     | Japon - Hong Kong | 6-0                | Qualifications pour la Coupe d'Asie 2011 - Tour final (Groupe A)                                 |
| 18 novembre 2009  | Hong Kong    | Hong Kong - Japon | 0-4                | Qualifications pour la Coupe d'Asie 2011 - Tour final (Groupe A)                                 |
| 11 février 2010   | Tokyo        | Japon - Hong Kong | 3-0                | Match amical                                                                                     |

#### Bilan
- Total de matchs disputés : 22
- Victoires de l'équipe du Japon : 12
- Matchs nuls : 5
- Victoires de l'équipe de Hong Kong : 5

### Jordanie
Confrontations entre Hong Kong et la Jordanie :
| Date            | Lieu      | Match                | Score | Compétition                  |
| 18 juin 1984    | Guangzhou | Jordanie - Hong Kong | 1-1   | Qualifications continentales |
| 16 janvier 2001 | Margao    | Jordanie - Hong Kong | 2-0   | Super Cup Millenium 2001     |
| 23 mars 2017    | Amman     | Jordanie - Hong Kong | 4-0   | Match amical                 |
| 7 juin 2017     | Hong Kong | Hong Kong - Jordanie | 0-0   | Match amical                 |

#### Bilan
- Total de matchs disputés : 4
- Victoires de l'équipe de Jordanie : 2
- Matchs nuls : 2
- Victoires de l'équipe de Hong Kong : 0

## M

### Macao

#### Confrontations
Confrontations entre Macao et Hong Kong :
|    | Date             | Lieu      | Match             | Score | Compétition                                                      |
| -- | ---------------- | --------- | ----------------- | ----- | ---------------------------------------------------------------- |
| 1  | 28 avril 1985    | Macao     | Macao - Hong Kong | 0-2   | Tour préliminaire à la Coupe du monde 1986 (zone Asie, 1er tour) |
| 2  | 4 mai 1985       | Hong Kong | Hong Kong - Macao | 2-0   | Tour préliminaire à la Coupe du monde 1986 (zone Asie, 1er tour) |
| 3  | 3 juin 1992      | Pyongyang | Macao - Hong Kong | 2-2   | Tour préliminaire à la Coupe d'Asie des nations 1992 (gr. 4)     |
| 4  | 1er février 1996 | Hong Kong | Hong Kong - Macao | 4-1   | Tour préliminaire à la Coupe d'Asie des nations 1996 (gr. 2)     |
| 5  | 24 février 2003  | Hong Kong | Hong Kong - Macao | 3-0   | Coupe d'Asie de l'Est 2003 (tour préliminaire)                   |
| 6  | 29 mai 2005      | Hong Kong | Hong Kong - Macao | 8-1   | Match amical                                                     |
| 7  | 3 juin 2006      | Macao     | Macao - Hong Kong | 0-0   | Match amical                                                     |
| 8  | 10 juin 2007     | Hong Kong | Hong Kong - Macao | 2-1   | Match amical                                                     |
| 9  | 19 novembre 2008 | Macao     | Macao - Hong Kong | 1-9   | Match amical                                                     |
| 10 | 2 octobre 2011   | Kaohsiung | Hong Kong - Macao | 5-1   | Coupe Long Teng 2011 (en)                                        |
| 11 | 14 novembre 2015 | Hong Kong | Hong Kong - Macao | 2-0   | Match amical                                                     |
| 12 | 8 octobre 2016   | Macao     | Macao - Hong Kong | 0-3   | Match amical                                                     |

#### Bilan
Au 9 avril 2019 :
- Total de matchs disputés : 12
- Victoires de Macao : 0
- Matchs nuls : 2
- Victoires de Hong Kong : 10
- Total de buts marqués par Macao : 7
- Total de buts marqués par Hong Kong : 42

### Maldives

#### Confrontations
Confrontations entre les Maldives et Hong Kong :
|   | Date             | Lieu      | Match                | Score | Compétition                                                  |
| - | ---------------- | --------- | -------------------- | ----- | ------------------------------------------------------------ |
| 1 | 16 juin 2015     | Hong Kong | Hong Kong - Maldives | 2-0   | Éliminatoires de la Coupe d'Asie des nations 2019 (1er tour) |
| 2 | 12 novembre 2015 | Malé      | Maldives - Hong Kong | 0-1   | Éliminatoires de la Coupe d'Asie des nations 2019 (1er tour) |

#### Bilan
Au 6 avril 2019 :
- Total de matchs disputés : 2
- Victoires des Maldives : 0
- Matchs nuls : 0
- Victoires de Hong Kong : 2
- Total de buts marqués par les Maldives : 0
- Total de buts marqués par Hong Kong : 3

### Maroc
Confrontations entre l'équipe de Hong Kong de football et l'équipe du Maroc de football.
| Date            | Lieu  | Match             | Score | Compétition |
| 25 juillet 1982 | Pékin | Hong Kong - Maroc | 0-0   | Amical      |

#### Bilan
- Total de matchs disputés : 1
- Victoires de l'équipe de Hong Kong  : 0
- Victoires de l'équipe du Maroc : 0
- Matchs nuls : 1

### Maurice
| Date            | Lieu      | Match               | Score | Compétition  |
| 12 octobre 1999 | Hong Kong | Hong Kong - Maurice | 4-3   | Match amical |

## P

### Pologne
| Date            | Lieu      | Match               | Score | Compétition  |
| 22 février 1996 | Hong Kong | Hong Kong - Pologne | 0-1   | Match amical |

#### Bilan
- Total de matchs disputés : 1
- Victoires de l'équipe de Pologne : 1
- Victoires de l'équipe de Hong Kong : 0
- Matchs nuls : 0

## Q

### Qatar

#### Confrontations
Confrontations entre Hong Kong et le Qatar : 
|   | Date              | Lien      | Match             | Score | Compétition                                                      |
| - | ----------------- | --------- | ----------------- | ----- | ---------------------------------------------------------------- |
| 1 | 12 septembre 1984 | Guangzhou | Hong Kong - Qatar | 0-1   | Tour préliminaire à la Coupe d'Asie des nations de football 1984 |
| 2 | 11 octobre 2006   | Doha      | Qatar - Hong Kong | 2-0   | Tour préliminaire à la Coupe d'Asie des nations de football 2007 |
| 3 | 8 septembre 2015  | Hong Kong | Hong Kong - Qatar | 2-3   | Qualifications pour la Coupe du monde 2018                       |
| 4 | 24 mars 2016      | Doha      | Qatar - Hong Kong | 2-0   | Qualifications pour la Coupe du monde 2018                       |

#### Bilan
- Total de matchs disputés : 4
- Victoires de l'équipe de Hong Kong : 0
- Victoires de l'équipe du Qatar : 4
- Matchs nuls : 0

## T

### Timor oriental

#### Confrontations
Confrontations entre Hong Kong et le Timor oriental :
|   | Date            | Lieu      | Match                      | Score | Compétition                                                               |
| - | --------------- | --------- | -------------------------- | ----- | ------------------------------------------------------------------------- |
| 1 | 21 octobre 2007 | Gianyar   | Timor oriental - Hong Kong | 2-3   | Éliminatoires de la Coupe du monde de football 2010 (zone Asie, 1er tour) |
| 2 | 28 octobre 2007 | Hong Kong | Hong Kong - Timor oriental | 8-1   | Éliminatoires de la Coupe du monde de football 2010 (zone Asie, 1er tour) |

#### Bilan
Au 11 avril 2019 :
- Total de matchs disputés : 2
- Victoires de Hong Kong : 2
- Match nul : 0
- Victoires du Timor oriental : 0
- Total de buts marqués par Hong Kong : 11
- Total de buts marqués par le Timor oriental : 3